# Lasioglossum bischoffi
Lasioglossum bischoffi là một loài Hymenoptera trong họ Halictidae. Loài này được Blüthgen mô tả khoa học năm 1931.